# P2M
P2M（ピー・トゥ・エム）は統合的なプログラムマネジメントとプロジェクトマネジメントの標準体系である。［プログラム & プロジェクトマネジメント標準ガイドブック （Program & Project Management for Enterprise Innovation）（P2M標準ガイドブック）］
2001年に、一般に普及が始まったプロジェクトマネジメントの知識体系と先進的なプログラムマネジメントの概念とを統合した先端的なマネジメント標準をめざして、通商産業省（現・経済産業省）の指導の下に開発された。P2Mは、イノベーションや事業変革などの事業戦略の具体化とその遂行のプロセスを示し、またこれに関係する高度マネジメント人材の育成に要する知識ガイドを提供している。

## プロジェクトマネジメントとプログラムマネジメント

### プロジェクトとプロジェクトマネジメント
プロジェクトとは、生産や販売等のように日々繰り返す業務（定常業務。オペレーションともいう）ではなく、「プロジェクトミッション」と呼ぶ所与の特定の使命を、特定の期限までに達成する価値創造事業である。特定の使命とは、ITシステムの開発や新市場の開拓などのプロジェクトに典型的に見られるように、同じ業務内容の繰り返しではない個別的（1回限りの）命題の達成を目的とする。プロジェクトはこの個別性と完了期限があるという有期性を基本的特徴とし、これに利用可能な資源や環境の制約が加わること、結果として実現・達成の不確実性を伴うことが一般的である。プロジェクトマネジメントとは、所与のプロジェクトミッションを達成するために、臨時的な組織（有期的なチーム）を編成して、これを効果的・効率的に運用することにより、確実な使命達成を目的とする活動である。

### プログラムとプログラムマネジメント
「プログラム」とは、広義には「一組または一連の計画」または「（それらの）計画の一覧表」を意味するが、プログラムマネジメントに関する場合、プログラムとは「（大きな目的達成のために）複数のプロジェクトを有機的に組み合わせた統合的活動」の意味で、その統合的活動にはプロジェクトだけではなく、しばしば定常業務（オペレーション）が含まれる。プログラムマネジメントとは、企業価値など組織全体の視点での価値向上のための戦略的な仕組み作りであり、「環境変化を意識して、複雑な使命に問題解決の道を開き、事業価値を向上する発想」である。その仕組み作りには、企画（スキーム）、システム構築、利用（サービス）の3種類のプロジェクトを効果的に組み合わせたプログラムの形態が必要とされる。通常のプロジェクトマネジメントでは、当初に設定した目標（システム要求、納期、コストなど）の効率的実現を目的とするが、現代の市場や競争など著しく変化する外部環境の複雑性・不確実性により、単に個別プロジェクトの目標を達成しても期待した事業価値が確実に実現できるわけではない。1990年代は「日本産業の失われた10年」と言われたが、それはそれ以前と同様に様々な企業内プロジェクトが計画され実行されたが、グローバルな環境変化のため、それらを事業成果とは結びつけられなかったためである。プロジェクトマネジメントが「○○の開発」などのように具体的に目に見える成果を目標とするのに対し、プログラムマネジメントは「事業価値」という一段上位で抽象的な価値の創造・拡大を目的とするもので、より上位の企業や事業目的から発する長期的で戦略的な活動である。それゆえ、一般にプロジェクトより複雑性と不確実性が高い。プログラムマネジメントでは、市場など外部環境の変化にも柔軟に対処するより広い視野と戦略的な知識やマネジメント能力が要求される。

### プログラムの二つの類型
プログラムは、一般的には前記のように定義され、この定義に対する統合的な活動プロセスとしてプログラムマネジメントの説明が行われる。しかし、現実には多様な種類のプログラムが存在する。P2Mではこの点に関し、プログラムの類型について考察し、それらをオペレーション型プログラムと戦略型プログラムの2類型に大別して説明している。オペレーション型とはプラント建設やITソリューションシステム開発のように、達成すべき目標や実行手法はかなりの程度明確であるが、規模が大きくその複雑性の低減のために多数のプロジェクトに分割して、それらをモジュール的に統合して実行する、すなわちプログラムとして取り扱う必要がある種類のものをいう。これらは多くの場合、その分野の各種の専門的事業者が統合した全体（プログラム）と各部（プロジェクト）を請負いまたは委託業務として受注して遂行する。プログラムは受注者の経営する事業（オペレーション）として実行されることが多いのでオペレーション型という。なお、これは大規模なシステム構築を目的とするケースが多いので大規模システム型ともいう。他方、それまでにない新しい事業を興す創出型、組織や事業の体制を一新する改革型のなどのプログラムは、組織の新たな事業戦略を考えるという最上流のプロセスが極めて重要となる。これらのプログラムを戦略型プログラムと呼ぶ。戦略やリスクのマネジメントに関して、戦略型プログラムでは企業レベルや事業レベルの新たな戦略やリスクが極めて重要であるが、オペレーション型ではより具体的にプログラムの実行のレベルの戦略・リスクについての検討が中心となることが多い。

## P2Mのプロセスと基盤的知識

### 構成
P2Mの考え方は、「P2Mプログラム＆プロジェクトマネジメントガイドブック」で体系化されており、その改訂第4版（2024年刊行）では、具体的なマネジメントプロセスである「プログラムマネジメント（第2部）」と「プロジェクトマネジメント（第3部）」に加えて、プログラムやプロジェクトのマネジメント諸活動（計画、実行、分析・判断、意思決定、能力強化・向上など）を支える様々な基盤的知識について、「事業戦略（第4部）」、「事業経営基盤（第5部）」として記述されている。

### プログラムマネジメントのプロセス
P2Mでは、上位組織の事業戦略に発する「プログラムミッション」によりプログラムマネジメントが起動する。これは、当初は経営者の事業にかける思いや願望などに発する概念的な目的であり、様々な可能性すなわち多義性・曖昧性を含むものである。またプログラムの活動範囲や規模、そして外部環境とその変化への対応に由来する複雑性があり、実現の不確実性が大きい。P2Mのプログラムマネジメントの典型的プロセスの構成を下図に示す。プログラム統合マネジメントは、プログラムの多義的で曖昧なプログラムミッションの初期概念を受けて、それを具体的な目標群に展開して定義する「ミッションプロファイリング」、定義された各目標を実現するためのプログラムの構造を明確にする「プログラムデザイン」そして「プログラム実行の統合マネジメント」の3つから構成される。また、こうした統合マネジメントの遂行過程では、常に戦略そしてそれと深い関係にあるリスクのマネジメント、および構想・計画・実行にかかる各過程での判断や意思決定の基盤となる価値評価のマネジメントが並行して遂行される。プロセスの起点となるミッションプロファイリングでは、事業戦略に発して提示されるプログラムミッションの初期概念について、その戦略が本質的に何を目的とするのか、その目的を達成するためにプログラムで達成すべき具体的目標（通常は数個~数十個）は何かを定義する。これらの具体的目標の多くは、それぞれに対応するプロジェクトにより実現される。

### プロジェクトマネジメント
P2Mが開発された2001年当時は、プロジェクトマネジメントの産業界全般への普及が国内で始まったばかりであった。そこでは目標の達成が強く意識され、P2Mでは「目標マネジメント」の観点からプロジェクトマネジメント知識の体系化がなされた。その後、世界的にこの分野の知識の普及が進み、国際標準「プロジェクトマネジメントの手引き」（ISO 21500(en)）も発行された結果、現在ではP2Mにおけるプロジェクトマネジメント知識の枠組みは同ISO標準の考え方に準拠した体系に変更された。ただし、同標準は一連の知識を如何に分類し体系化するかに関する手引きであり、近年の進化の部分を別にすれば、P2Mのプロジェクトマネジメントに関する個別の知識の内容に、当初の考え方と本質的な差異はない。

### P2Mの基盤的知識
P2Mの実践には、上記のプロセス知識のほかに、以下の基盤的知識についてその基礎の修得と各自の必要に応じてより高度な知識の獲得が重要であるとされる。
|              | 知識領域                                                                                           |
| ------------ | -------------------------------------------------------------------------------------------------- |
| 事業戦略     | 戦略とその策定、事業戦略とプログラム、プログラム戦略手法、会計とファイナンス                       |
| 事業経営基盤 | プロジェクト組織マネジメント、人材マネジメント、知識・情報資産、システムズアプローチ、デザイン思考 |

## P2Mの特徴
プログラムマネジメントに関して世界的に認知されている標準や知識体系としては、MSP(UK,1999)、P2M（日本, 2001）、The Standard for Program Management(PMI,2006)の3種があり、主要な視点と内容にはそれぞれ特徴がある。P2Mの特徴は、プログラムの概念から始まり価値創造に至るプロセスをカバーしており、予測が容易でないビジネスや社会問題等の分野を含む複雑課題の解決にフォーカスしている。P2Mの戦略プログラムのマネジメントは第三世代のプロジェクトマネジメントといわれるもので、高度に複雑であり、かつ多様な達成目標がありうるビジネス・イノベーションや社会的な価値創造命題をも対象としている（注：第一世代とは成果目標が明確な形でスタートする伝統的なプロジェクトであり、第二世代は大規模で複雑な工業的プロジェクト・ITシステムプロジェクトなどで、P2Mのオペレーション型（あるいは大規模システム型）プログラムもこのカテゴリーに重なる。ここでは「プロジェクトマネジメント」はプログラムマネジメントを含む広義に用いられている）。P2Mでは、プログラムマネジメントは必要なプロセスについて分析的（要素還元的）アプローチをとる一方、プログラムの複雑性について「全体として」の戦略や価値評価などの統合的視点から理解することで、価値創造を目指すとする。海外の標準に比べ、P2Mでは実践力ある人材の育成の視点が強調されている。これは、能力あるマネジメント人材の流動性が低く、有期的なプロジェクト／プログラム型事業でも、人材は内部調達が中心となる日本型組織に適合するものでもある。
また、GAPPS(GAPPS：Global Alliance for Project Performance Standards）機関では、世界の著名なPM標準類とGAPPS 標準との内容カバー率（マッピング）評価が行われておりP2MはGAPPSプログラムマネジメント標準に対応する編集範囲で高い評価を得ている.

## 資格試験
P2Mでは、プロジェクト／プログラムマネジメント人材に関して、知識及び経験等に関する試験により、以下の資格認定（PMC・PMS・PMR・PMA）が行われている。また、大学・大学院レベルの教育との連携により、プロジェクトマネジメントの基礎的知識の習得者に対する資格としてPMCeの資格認定がある。
PMCe（Project Management Coordinator entry）
大学院・大学・高専の学生が、弊協会発行書籍 を教材として使用した授業の受講を修了することで、PMCe資格の認定登録を行うことができます。PMC講習会、eラーニング（PMC）を受講することなく、PMC資格試験を受験することができます。
PMC（プロジェクトマネジメント・コーディネータ/Project Management Coordinator）
プロジェクトを推進する遂行実務者、リーダー候補者など、PMを実行する上で必須のコア知識を有する人材
PMS（プロジェクトマネジメント・スペシャリスト/Project Management Specialist）
プログラム＆プロジェクトマネジメント（P2M）の実践に必要な基礎的知識、管理技術を幅広く体系的に習得し、価値創造にむけたマネジメント実践力を持つ人材
PMR（プログラムマネジャー・レジスタード/Program Manager Registered）
P2Mに関する基礎・応用知識とともに高度な実務経験を保有し、かつPMS又はそれに準じた資格を有するもので、プログラムマネジャーとして、高度な価値創造事業を主導して、組織的な実践力の発揮を期待できる人材
PMA（プログラムマネジメント・アーキテクト/Program Management Architect）
プログラム・プロジェクトマネジャーとして、高度なP2M実践力を発揮できる人材　※２０２２年時点までで、資格試験は未実施
なお、PMS資格を取得するには、3通りのルートがある。
1. 直接PMS資格試験を受験するルート
2. PMC資格を取得したうえで、PMSプログラム試験を受験するルート
3. PMC資格以外のプロジェクトマネジメント関連資格（プロジェクトマネジメントに関して、PMC資格者と同程度の知見があると見做される資格）を保有している方はPMSプログラム試験を受験するルート

具体的には、以下の資格を保有している方はPMSプログラム試験を受験することができる。
①情報処理技術者（プロジェクトマネージャ）②技術士（総合技術監理部門）③ITC（ITコーディネータ）④CM（コンストラクション・マネジャー）⑤中小企業診断士　⑥PMP®
PMC資格試験、PMS資格試験及びPMSプログラム試験は、CBT (Computer Based Testing) 方式に変更になっている。
また、上記の資格試験に対応したP2M講習会がある。受講生が自由に選択できるハイフレックス型（会場、オンライン、オンデマンド）の講座を提供している。
1. PMC資格試験に対応したPMC講習会（ハイフレックス型）とeラーニング
2. PMSプログラム試験に対応したPMSプログラム試験対策講座（ハイフレックス型）とeラーニング
3. PMR資格試験に対応したPMR養成研修（会場、オンラインのハイブリッド型）

## P2Mと標準ガイドブックの歴史

### P2Mの開発
20世紀末になると、知識・生産・流通のグローバル化の潮流と中国の台頭の中で、「ものづくり」を基盤にしてきた日本の競争優位が大きく失われ、「日本企業は「ものづくり」中心の発想から転換して、「仕組みづくり」による再生」が重要となった。この仕組み作りとは、「経営者が先導して組織全体に「企業価値とは何か」を問いかけ、新しいビジネスモデルを再構築すること」である。そのためには、新たな価値を創造・獲得する事業戦略、それを具体的な施策に展開する知恵と構想力、そして各施策を様々なプロジェクトにより具現化していく実践力が求められる。すなわち「環境変化を意識して、複雑な使命に問題解決の道を開き、事業価値を向上する」広い視野と高い視点と洞察力を持つプロジェクト＆プログラム実践に専門人材の育成である。この問題に対し、通商産業省（当時）の指導により、㈶エンジニアリング振興協会（ENAA）が「プロジェクトマネジメント導入開発委員会（委員長・小原重信教授）」を組織し、企業内部の知恵、事業経営に関する学術研究、海外のPM知識などを、P2Mという名称で戦略から実践に至る総合的な知識体系としてまとめ、2001年に標準ガイドブックの形として刊行した。

### P2M標準ガイドブックの開発と改訂
1. 「P2Mプロジェクト & プログラムマネジメント標準ガイドブック」2001年11月にENAAより発行された。"Project & Program Management for Enterprise Innovation"の英文副題がついている。その後、一般への普及のため同名・同内容（上下2分冊）の書籍がPHP研究所から刊行された（2003年4月）。
2. 「新版P2Mプロジェクト & プログラムマネジメント標準ガイドブック」2007年12月に日本能率協会マネジメントセンターから刊行された。改訂はPMAJ内に組織されたP2M改訂委員会によるもので、P2Mをより幅広く普及するために、初版の内容が精選・拡充され、あるいはより平易な説明に改められた。
3. 「改訂3版　P2Mプログラム & プロジェクトマネジメント標準ガイドブック」2014年4月日本能率協会マネジメントセンターから刊行された。初版刊行以来13年を経て、構成と内容が大幅に改定された。世界的にプログラムマネジメントへの理解が進みつつあることを背景に、P2Mの特徴としての戦略型プログラムマネジメントおよび人材育成の視点が強く打ち出されている。なお書名について、プログラムがより重視される時代の要請に応えて、「プログラム」と「プロジェクト」の順序を入れ替えている。
4. 「改訂4版　P2Mプログラム & プロジェクトマネジメント標準ガイドブック」2024年9月日本能率協会マネジメントセンターから刊行された。 「第2部プログラムマネジメント」は、P2M事業モデルのプロセスの部分を総合的に網羅しており、事業戦略から落とし込まれた活動がどのように価値創造に向けて進められるかを解説している。「第3部プロジェクトマネジメント」は、実践的な理解を促すためプロジェクトマネジメントのマネジメント要素の多くが必要とされるシステムモデルプロジェクトに焦点を当て、プロジェクトのライフサイクルベースでマネジメント体系を再構築した。改訂4版のサマリー 「P2Mの栞」 はこちらからダウンロードできます。

## P2Mの関係組織
- 特定非営利活動法人日本プロジェクトマネジメント協会(PMAJ)[19]

PMAJは、2005年11月にJPMFとPMCCを統合して誕生した組織で、P2Mを中心としてプロジェクトマネジメント（PM）の研究・普及を進めている。その主要な活動は、両組織の活動を引き継いで、P2M資格に関する試験と認定の実施、PMシンポジウム（年1回、参加者2,000人規模の大会）・例会（月例の研究会）・各種講習会などの開催によるPM知識の研究と普及、これらの基礎となるP2Mの理論研究とその体系化によるP2M標準ガイドブックの改訂・刊行、およびPMに関する主要国際組織（PMI、IPMAなど）とのPM知識交流などである。
- エンジニアリング協会ENAA（旧（財）エンジニアリング振興協会）[21]

ENAAは1978年の財団法人創立直後よりプロジェクトマネジメントの重要性に着目して、その研究・普及の活動に力を入れており、1979年より今日まで会員企業向けに「プロジェクト・マネジメント講習会（現PMセミナー）」や関係研修会等を継続的に開催している。この間、PMIとの交流協定（1979）、IPMAとの協力協定（1985）、PMBOK® Guide '96日本版刊行（1997）、JPMFの設立（1998）、PMBOK®2000年版刊行（2003）などPM分野において国内の中心的な活動を支えてきた。P2M標準ガイドブック（初版：2001）は通商産業省（当時）の指導の下にENAAが組織した開発調査委員会によりの開発・発行された。現在も、ENAAはPMAJを支援・協力する関係にあるが、そのPM研究・教育活動は、エンジニアリング産業を中心とした活動に重点が置かれている。
- JPMF（日本プロジェクトマネジメントフォーラム）

PMの研究・普及を目的として1997年に発足したENAAの傘下組織。ENAAにおけるPM研究・普及で重点の置かれたプラントエンジニアリングだけでなく、当時急速な発展期にあったIT系・製造業・サービス産業などのより幅広い分野での知識普及を目的とした。2005年にPMAJに統合された。
- PMCC（特定非営利活動法人プロジェクトマネジメント資格認定センター）

経済産業省の指導で、P2Mに関する資格認定を通じて、プロジェクトとプログラムマネジメントの普及と実践的マネジャーの育成を促進する団体として2002年に設立された特定非営利活動法人。2005年にPMAJに統合された。
- 国際P2M学会（IAP2M）[22][23]

P2Mの学術的な研究を目的として2005年に設立された。研究対象を主として複雑系社会問題を解決する学際領域に置き、対象課題の全体像に迫る接近手法と問題解決への政策や戦略などの思考法や各種の方法論を重視する。それぞれ年2回の研究発表大会と学術雑誌「国際プロジェクト・プログラムマネジメント学会誌」の刊行により研究成果の発表を行っている。

## P2Mの国際化
P2Mは国内企業の知恵をベースに開発されたが、その内容は普遍性をもつものであり、国際的にもこの分野の有識者から高く評価されている。国際化という面では、英文をはじめとする外国語版の書籍の出版と、普及・教育に当たる専門家の育成という課題があるが、こうした課題の中でも、アジア、ヨーロッパ、アフリカの一部の国では国際化の努力が進んでいる。

### 海外研修
2014年までにPMAJの指導員と監修によるP2Mの公式な研修コースは、タイ（2回）、フィリピン（4回）、ベトナム（2回）、インド（1回）、フランス（12回）、ウクライナ（25回）、ロシア（4回）、セネガル（4回）などで開催されている。

### 出版
P2Mガイドブックの外国語版としては、PMAJから初版、第2版および第3版の英語版が発行されている。他に、ウクライナ語版、ロシア語版およびベトナム語版が入手可能である。また、米国Project Management Institute（PMI）からもP2Mに基づくプログラムマネジメントの書物（英語版）が出版されている。

### 大学院教育[27]
下記の海外の大学院では、田中弘教授（前PMAJ理事長）の指導などにより、P2Mに関する授業科目が講じられている。これらの大学院ではプロジェクト＆プログラムマネジメントの学位を得ることができる（2014年）。
- SKEMA Business School of France;
- Moscow State University for the Humanities
- Kiev National University of Construction and Architecture of Ukraine
- National Shipbuilding University of Ukraine
- CASR-3PM Graduate University of Senegal